# ガディ・エイゼンコット
ガディ・エイゼンコット（ヘブライ語: גדי איזנקוט、1960年5月19日 - ）は、イスラエルの政治家、軍人。第21代イスラエル国防軍参謀総長（2015年2月16日 - 2019年1月15日）。非対象戦争におけるイスラエルへの攻撃拠点となっている地域の民間インフラの破壊を許容する「ダヒヤ・ドクトリン」の提唱者。
2023年10月のイスラム原理主義勢力ハマースとの戦争に伴い組閣した戦時内閣でオブザーバーを務め、第6次ネタニヤフ内閣では無任所大臣に就任した。

## 経歴
1960年5月19日にイスラエル北部のティベリアで誕生し、南部のエイラートで育った。イスラエル国防軍に徴兵後、ゴラニ旅団に配属されて、兵、分隊長、小隊長を務め、1985年からの南レバノン紛争では旅団作戦将校および対戦車中隊の指揮官として従軍した。
1999年にはパレスチナの政治的暴力に対処するため、第366師団と第877師団の指揮を執った。
2005年6月に参謀本部作戦局長に就任すると、レバノンのシーア派武装組織ヒズボラへの抑止力として、拠点となっているベイルートのダヒヤ地区に対しての大規模攻撃のドクトリン策定を主導した。2006年7月のレバノン侵攻において、戦闘行為に対する批判で同年10月に北部軍司令官のウディ・アダム少将が辞任すると後任として北部軍司令官に就任し、部隊訓練と指揮能力強化に尽力、ヒズボラとシリアからの脅威に対する作戦対応能力を確立した。
2015年2月16日、国防軍参謀総長に就任。IDFS2015国防戦略に基づく5年間の長期国防構想「ギデオン計画」の策定を主導し、2016年12月にクネセトで承認された。「ギデオン計画」には現役、予備役兵力削減のほか、予備役砲兵旅団、予備役軽歩兵旅団の削減、サイバー戦司令部の創設などが盛り込まれていた。
エイゼンコットは2019年1月15日、参謀総長を退任。後任にはアヴィヴ・コハヴィ中将が就任した。
2022年11月1日執行の第25回イスラエル議会総選挙に国家団結から出馬、投票の結果、国民統一連合は12議席を獲得し、当選を果たした。
2023年10月7日のパレスチナのイスラム原理主義勢力ハマースによるイスラエル南部への攻撃後、首相ベンヤミン・ネタニヤフ、国防相ヨアヴ・ガラント、国家団結代表ベニー・ガンツの3名で構成される戦時内閣が組閣、エイゼンコットは戦略相ロン・ダーマーとともにオブザーバーとして参加した。
2024年6月9日、国家団結党の党首ベニー・ガンツが戦時内閣から離脱することを発表したことに伴い、同党所属のガディ・エイゼンコットも離脱するとを発表した。

## 栄典
|  |  |  |  |

| 第一次レバノン戦争従軍リボン | 第二次レバノン戦争従軍リボン | 境界防衛作戦従軍リボン | レジオン・オブ・メリット・コマンダー |